# Jacopo Torni
Jacopo Torni (1476- Villena, 1526), também conhecido como Jacobo Fiorentin, L'Indaco, e Jacopo dell'Indaco, foi um pintor da Itália.
Estudou com Domenico Ghirlandaio e foi irmão do pintor Francesco Torni. Participou da pintura do teto da Capela Sistina como assistente de Michelangelo, e Vasari disse que ele estava entre seus amigos íntimos. Também foi um colaborador de Pinturicchio.